# 葛萊佘-金可林常數
在數學中，葛萊佘-金可林常數或葛萊佘常數，通常表示為A，是一個數學常數，與K函數和伯恩斯G函數有關。常數出現在許多和和積分中，特別是涉及伽瑪函數和澤他函數的那些。它以數學家詹姆士·惠特布里德·李·葛萊佘和赫爾曼·金可林的名字命名。
它的近似值是：
{\displaystyle A\approx 1.2824271291\dots }   （OEIS數列A074962）.
葛萊佘-金可林常數{\displaystyle A}可以由極限:
{\displaystyle A=\lim _{n\rightarrow \infty }{\frac {K(n+1)}{n^{n^{2}/2+n/2+1/12}e^{-n^{2}/4}}}}，{\displaystyle K(n)=\prod _{k=1}^{n-1}k^{k}}為K函數. 這個公式顯示了A和π之間的相似性，這可能是斯特林公式的最佳說明：
{\displaystyle {\sqrt {2\pi }}=\lim _{n\to \infty }{\frac {n!}{e^{-n}n^{n+{\frac {1}{2}}}}}}
這表明正如π是從函數的近似得到的 {\displaystyle \prod _{k=1}^{n}k}, A 也可以從與函數類似的近似值中獲得 {\displaystyle \prod _{k=1}^{n}k^{k}}.
的等價定義涉及伯恩斯G函數，由下式給出{\displaystyle G(n)=\prod _{k=1}^{n-2}k!={\frac {\left[\Gamma (n)\right]^{n-1}}{K(n)}}}，{\displaystyle \Gamma (n)}是伽瑪函數為:
{\displaystyle A=\lim _{n\rightarrow \infty }{\frac {(2\pi )^{n/2}n^{n^{2}/2-1/12}e^{-3n^{2}/4+1/12}}{G(n+1)}}}.
葛萊佘-金可林常數也出現在澤他函數的導數的評估中，例如:
{\displaystyle \zeta ^{\prime }(-1)={\frac {1}{12}}-\ln A}